# The King of Fighters 2000
The King of Fighters 2000 est un jeu vidéo de combat développé et édité par SNK en 2000 sur borne d'arcade Neo-Geo MVS et sur console Neo-Geo AES (NGM 257),,,. C'est le septième volet de la série The King of Fighters et le dernier produit par SNK avant que celle-ci ne soit en faillite.
Le jeu a été adapté sur Dreamcast (exclusif au Japon) et sur PlayStation 2 en 2002,. La version standalone sur PlayStation 2 pour le continent nord américain a été publié sous forme de pack comprenant le huitième volet, à savoir The King of Fighters 2001. Une compilation de la saga du NESTS intitulée The King of Fighters NESTS Hen et regroupant The King of Fighters'99, 2000 et 2001 est sortie uniquement au Japon sur PlayStation 2.

## Histoire
Après l'incident du précédent tournoi, le commandant de l'équipe Ikari, Heidern, est déterminé à trouver l'objectif de l'organisation du NESTS afin de mettre fin à leur ambition. L'un de ses vieux amis, Ling, l'informe que K' et Maxima étaient d'anciens agents secrets du NESTS et qu'ils pourraient détenir de précieuses informations sur l'emplacement de cette mystérieuse organisation. Heidern décide alors de concentrer ses efforts en se servant du prochain tournoi du King of Fighters pour attirer et capturer K' et Maxima.

## Système de jeu
Le jeu reprend les bases du précédent opus, The King of Fighters '99: Millennium Battle, et élargit le système de « striker: l'Active Striker System ». Les combats se font donc toujours par équipe de 4 dont l'un sera désigné comme « striker ». Par une pression simultanée sur 2 boutons, il interviendra pour donner un coup de main et son action diffère suivant le personnage choisi. Il est possible de l'invoquer dans n'importe quelle situation, en attaque comme en défense, permettant aussi au joueur de l'utiliser dans ses enchaînements. Le nombre d'intervention est limité mais il est cependant possible de le "recharger" en plein combat. L’aire de combat peut donc facilement afficher 4 personnages à l’écran sans que le jeu ne souffre d'aucun ralentissement.
Le joueur a désormais 2 choix lorsqu'il sélectionne le striker de son équipe. Il peut décider de prendre le présent personnage ou une version alternative connu officiellement sous le nom d'Another Striker, personnage exclusivement offensif. Ces strikers alternatifs sont des personnages qui proviennent des précédents opus de la série The King of Fighters, des autres jeux de la société SNK (comme Fio Germi de Metal Slug 2, Nakoruru de Samurai Shodown, Gai Tendo de Buriki One et Kaede de The Last Blade, voir des personnages déjà présents dans le jeu (comme Iori Yagami et Robert Garcia)). Certains personnages offriront d'autres strikers alternatifs appelés « Maniac Striker » et sélectionnables, en arcade, en exécutant une manipulation spécifique à l'écran du choix du striker. Les versions consoles auront ces « Maniac Strikers » débloqués automatiquement après avoir fait un certain nombre de combat dans le « Party Mode »,.

## Personnages
La Hero team du volet précédent a été divisée en deux. K' et Maxima se voient accompagner par l'agent Vanessa et un lutteur mexicain au nom de Ramon.
Benimaru Nikaido forme sa propre équipe composée de Shingo Yabuki, de l'agent Seth et d'un assassin au nom de Lin.
La Fatal Fury Team a remplacé Mai Shiranui par Blue Mary, tandis que Yuri Sakazaki quitte la Art of Fighting Team qui est compensée par King.
Mai et Yuri forment à nouveau la Woman Fighters Team avec cette fois-ci Kasumi Todoh et une étudiante adepte de la lutte japonaise, Hinako Shijou.
Kyo Kusanagi et Iori Yagami se retrouvent une fois de plus tout seuls. Un troisième personnage également sans équipe fait son apparition: Kula Diamond, une jeune fille génétiquement modifiée par le NESTS pour être l"Anti-K'".

### Personnages par équipe
Les Another Striker seront en gras.

Les Maniac Striker seront en italiques.
K' Team
- K' [Another K']
- Maxima [Rocky]
- Vanessa [Fio Germi]
- Ramon [Duke Edwards, Neo & Geo]

Benimaru Team
- Benimaru Nikaido [Another Benimaru]
- Shingo Yabuki [Cosplayer Kyoko]
- Lin [Eiji Kisaragi]
- Seth [Goro Daimon]

Fatal Fury Team
- Terry Bogard [Geese Howard]
- Andy Bogard [Billy Kane]
- Joe Higashi [Duck King]
- Blue Mary [Ryuji Yamazaki]

Art of Fighting Team
- Ryo Sakazaki [Kaede, G - Mantle]
- Robert Garcia [Another Robert]
- King [King Lion]
- Takuma Sakazaki [Gai Tendo]

Ikari Team
- Leona Heidern [Goenitz]
- Ralf Jones [Yashiro Nanakase]
- Clark Still [Shermie]
- Whip [Chris]

Psycho Soldiers
- Athena Asamiya [Athena]
- Sie Kensou [Kensou]
- Chin Gentsai [Baitang]
- Bao [Kaoru Watabe]

Ladies Team
- Mai Shiranui [Chizuru Kagura]
- Yuri Sakazaki [Nakoruru]
- Kasumi Todoh [Li Xiangfei, Unknown*]
- Hinako Shijou [Lilly Kane]

Korean Team
- Kim Kaphwan [Kim Sue Il]
- Chang Koehan [Kim Dong Hwan, Smart Chang]
- Choi Bounge [Kim Jae Hoon, Cool Choi]
- Jhun Hoon [Kang Baedal]

Solo
- Kyo Kusanagi [Syo Kirishima, Saisyu Kusanagi]
- Iori Yagami [Mature & Vice, Another Iori]

Boss
- Kula Diamond sous-boss caché [Candy Diamond, Foxy, Rugal Bernstein]
- Clone Zero boss

* connu sous Ryuhaku Todoh

### Personnages solo
- Kyo Kusanagi
- Iori Yagami
- Kula Diamond

### Boss
- Zero